# Steffen Rein
Steffen Rein (Halle-Neustadt, 27 settembre 1968) è un ex ciclista su strada e pistard tedesco, professionista dal 1996 al 1997.

## Carriera
Entrato a far parte della Deutsche Hochschule für Körperkultur, importante scuola di sport di Lipsia, nell'allora Germania Est, da giovanissimo fu campione nazionale su pista e terzo ai campionati del mondo juniores 1986 nella cronometro a squadre. Tra i dilettanti si aggiudicò invece il titolo nazionale in linea nel 1991, e la cronometro individuale ai mondiali militari nel 1994.
Professionista dal 1996 al 1997, ottenne due vittorie; fu inoltre terzo nella prima edizione della HEW Cyclassics di Amburgo, nel 1996. Dopo il ritiro rimase nell'ambiente del ciclismo prima come dirigente sportivo ed allenatore, e poi gestendo una società che organizza eventi ciclistici.

## Palmarès
- 1988 (Juniores)

Rund um Leipzig
Classifica generale Tour d'Algérie
- 1989 (Dilettanti)

Rund um die Hainleite
Classifica generale Grand Prix Cycliste de Gemenc
Classifica generale Internationale Thüringen Rundfahrt
- 1990 (Dilettanti)

Classifica generale Internationale Ernst-Sachs-Tour
1ª tappa Corsa della Pace
6ª tappa Sachsen-Tour International
- 1991 (Dilettanti)

Campionati tedeschi dilettanti, Prova in linea
2ª tappa Tour du Vaucluse
- 1992 (Dilettanti)

Gran Premio di Lugano
3ª tappa Niederösterreich Rundfahrt
- 1993 (Dilettanti)

Rund um die Nürnberger Altstadt
2ª tappa Sachsen-Tour International
- 1994 (Dilettanti)

Campionati mondiali militari, Prova a cronometro
Köln-Schuld-Frechen
- 1995 (Dilettanti)

2ª tappa Internationale Niedersachsen-Rundfahrt
- 1996

4ª tappa Tour de Normandie
- 1997

9ª tappa Internationale Niedersachsen-Rundfahrt

### Altri successi
- 1989

Classifica scalatori Tour of Greece
- 1994

Grand Prix von Buchholz (criterium)
- 1997

Criterium di Ansbach
Criterium di Dachau